# Récifs du mont sous-marin de l'Agriate
Récifs du mont sous-marin de l'Agriate este o arie protejată (sit de importanță comunitară — SCI) din Franța întinsă pe o suprafață de 28.923 ha, integral marine.

## Localizare
Centrul sitului Récifs du mont sous-marin de l'Agriate este situat la coordonatele 42°58′50″N 8°53′37″E / 42.98042°N 8.89359°E.

## Înființare
Situl Récifs du mont sous-marin de l'Agriate a fost declarat sit de importanță comunitară în baza directivei 92/43 din 1992 referitoare la conservarea habitatelor naturale și a faunei și florei sălbatice pentru a proteja 2 specii de animale.

## Biodiversitate
Situată în ecoregiunea mediteraneană, aria protejată conține 1 habitat natural: Recifuri.
La baza desemnării sitului se află mai multe specii protejate:
- mamifere (1): delfin mare (Tursiops truncatus)
- reptile (1): Caretta caretta

Pe lângă speciile protejate, pe teritoriul sitului au mai fost identificate 7 specii de mamifere.